# Ischnoptera nana
Ischnoptera nana es una especie de cucaracha del género Ischnoptera, familia Ectobiidae. Fue descrita científicamente por Saussure & Zehntner en 1893.
Habita en Nicaragua.